# کن ناگایوشی
کن ناگایوشی (انگلیسی: Ken Nagayoshi؛ زادهٔ ۲۶ اکتبر ۱۹۹۹) بازیکن هاکی روی چمن اهل ژاپن است.